# Actionnaire
L'actionnaire est un investisseur en capital et un type particulier d'associé. Il est propriétaire (ou titulaire) d'une valeur mobilière, l'action, qui lui ouvre des prérogatives dans le fonctionnement d'une société commerciale, par exemple société anonyme, société par actions simplifiée, société en commandite par actions.
Ces prérogatives sont de trois ordres. Elles sont politiques (droit de vote en assemblée générale, droit à l'information), pécuniaires (droit aux dividendes et droit au reliquat (boni) en cas de liquidation) et patrimoniales (droit de céder ou de nantir ses actions).
Le statut de l'actionnaire vis-à-vis de la société s'apparente parfois davantage à celui d'un investisseur (par l'apport de ses capitaux) qu'à celui d'un propriétaire. À ce titre, il détient des actions de cette société dont chacune représente une fraction de son capital. Il est donc copropriétaire — avec d'autres actionnaires — de la totalité de ce capital. Sa prise de risque financier est rémunérée par l'appréciation en bourse de la valeur de son capital investi, c'est-à-dire par l'augmentation de la valorisation de la société dont il est actionnaire. Les dividendes pouvant être versés, ne constituent pas un enrichissement de l'actionnaire mais seulement un choix d'allocation des bénéfices réalisés par la société.
On parle d'actionnaire de référence pour désigner un actionnaire qui détient une part significative du capital social.
La qualité d'actionnaire ne se limite pas au secteur privé : certaines entreprises publiques ont également le statut de société commerciale. Dans ce cas un État, ou une collectivité territoriale par exemple, peut être l'actionnaire exclusif, majoritaire ou de référence.
L'actionnariat privé est basé sur les droits individuels de propriété des moyens de production. Cette notion est l'un des principes fondamentaux de l'Économie de marché, qui permet, selon les théories économiques libérales, une allocation optimale des ressources financières vers le secteur productif.

## Exemple pédagogique
Pour se développer, une entreprise privée a souvent besoin de plusieurs types de capitaux (ie : capital initial, dette, compte courant d'associés, apport en industrie…). Par ailleurs, la diversification des risques explique naturellement qu'un entrepreneur souhaite le plus souvent partager le risque industriel, donc le capital, avec plusieurs associés.
Pour permettre à plusieurs personnes de devenir copropriétaires d'une même entreprise privée, le capital de l'entreprise est transformé en actions. Par exemple, 10 000 actions de 500 euros chacune pour un capital initial de 5 millions d'euros de l'entreprise E. L'actionnaire achetant 40 actions à 500 euros chacune — c'est-à-dire investissant 20 000 euros dans le capital de l'entreprise E — en devient alors propriétaire à 0,4 %.
La création d'actions se fait généralement lors d'augmentations de capital, quand les propriétaires historiques lèvent de nouveaux fonds pour développer l'entreprise. La part de ces anciens actionnaires dans le capital total est alors "diluée" s'ils ne souscrivent pas à l'augmentation de capital.

## Actionnariat
L'actionnariat d'une société est l'ensemble de ses actionnaires, autrement dit ses possesseurs d'une part du capital de celle-ci sous forme d'actions.
L'actionnariat au sens d'agent économique désigne de ce fait l'ensemble des détenteurs d'actions de société. On peut par extension y assimiler la détention de titres de nature voisine ou dérivée (certificats d'investissement, parts de fonds de placement, obligations convertibles, contrats dérivés, parts de SARL). Dans les sociétés coopératives, on parle de sociétariat plutôt que d'actionnariat, car ces sociétés n'ont pas d'actionnaires mais des sociétaires.
Les actions ordinaires peuvent connaître des évolutions qui peuvent les distinguer des actions classiques : actions à droit de vote double, actions démembrées sans droit de vote, actions à dividende préférentiel, actions à droits préférentiel de souscription. Plus subtilement, les statuts peuvent prévoir une limitation des droits des actionnaires, par exemple droits de vote au-dessus d'un certain seuil de détention du capital. Ces distorsions sont de nature à fausser l'égalité entre les actionnaires et sont la plupart du temps contestables en justice lorsqu'elles concernent des titres cotés sur les marchés réglementés. Ces limitations statutaires servent de base à la mise en œuvre de pilules empoisonnées.
Enfin les actions détenues par les investisseurs peuvent être au porteur - c'est-à-dire librement cessibles par celui qui détient les titres, ou au nominatif, c'est-à-dire enregistrée au nom de celui qui les détient. Deux cas sont possibles au nominatif.
- Au "nominatif administré", les titres sont enregistrés dans les livres d'un intermédiaire financier. Le détenteur de titres au nominatif administré se verra directement adresser divers documents de communication, ainsi que la Convocation à l’assemblée générale. Son information sera personnalisée, contrairement à l'actionnaire détenant des titres au porteur.
- Au "nominatif pur", les titres sont inscrits directement et uniquement dans le registre de la société émettrice qui assure la gestion administrative des actions. Le teneur de compte est l'émetteur lui-même ou un mandataire désigné par celui-ci. L’actionnaire est informé directement par la Société.

L’inconvénient majeur du nominatif pourrait être le manque de souplesse pour la négociation des titres (délais, surtout dans le cas du nominatif pur) mais en contrepartie, certaines sociétés proposent une politique différente au profit de ces actionnaires qui détiennent leurs titres au nominatif, par exemple en offrant un dividende « majoré ».

### Émergence historique de l'actionnariat
Des racines lointaines peuvent être trouvées dans le financement des croisades, puis des grandes conquêtes et des actions de colonisation après la Renaissance, mais c'est au XIXe siècle, que la révolution industrielle permise par l'association du charbon et la machine à vapeur, encourage les entrepreneurs à rassembler d'autres capitaux que les leurs auprès de banques et d'investisseurs privés ou publics pour financer le développement de leurs entreprises. L'actionnariat se développe alors à une échelle mondiale via la création d'une finance internationale et d'un système boursier.

### Répartition et évolutions de l'actionnariat

Exemple.

Selon les époques, les pays et les entreprises, et parfois au gré des nationalisations/dénationalisations ou d'OPA ou tentative d’OPA, l'actionnariat est concentré ou dispersé (dans une ou plusieurs mains), il a été plutôt direct ou indirect (c'est-à-dire détenu par des actionnaires de base ou plutôt par des fonds de placement, des fonds de pension ou d'autres formes d'épargne collective) et plutôt passif ou actif (défendant ses droits ou apportant son avis et ses « ressources cognitives »).
Quand l'actionnariat est diffus (largement réparti dans le public) les actions sont souvent cotées échanges sur un marché organisé et institutionnalisé autour de la bourse.
Les titres publiquement cotés (comme souvent dans le cas des grandes entreprises) sont plus propice aux offres publiques.
Une situation intermédiaire est celle de petits groupes détenant une majorité de contrôle et où le reste de l'actionnariat se répartit dans le public. Cette partie est appelée par les boursiers le « flottant » en ce sens que c'est la partie faisant effectivement l'objet de transactions boursières.
Les grands groupes d'entreprises ont souvent un actionnariat « hiérarchisé », avec une société-mère (holding) qui détient la majorité, voire la quasi-totalité, des actions de filiales et sous-filiales. Au XXe siècle les formes d'actionnariat ont évolué, après le scandale des emprunts russes et au gré des crises financières et de l'évolution accélérée des techniques boursières, et sans doute avec des changements dans la gouvernance de l'entreprise (modèle des multinationales, influence de l'optimisation fiscale, de l'apparition des paradis fiscaux et de produits financiers plus complexes).
En France, à titre d'exemple, après plusieurs décennies de tendance aux « participations circulaires entre sociétés-mères » dans un même « cœur financier » marqué par le rôle croissant des banques et par des alliances en capital et entre groupes s'auto-régulant au travers de participations en capital croisées, tout réussissant ainsi à maitriser et stabiliser leur actionnariat. Ces alliances fonctionnaient tant que les alliés ne la rompent pas, avec parfois de véritables dispositifs d'« autocontrôle » permis dans une certaine mesure par la législation cadrant la concurrence et limitant les risques d'ententes illicites et de monopole. Elles visaient aussi se protéger des OPA (à la suite de la tentative d'OPA de BSN sur Saint-Gobain en 1968). Ce cœur d'actionnariat financier français est alors selon Morin organisé autour de 3 pôles : 1) Société Générale, AGF et Paribas, 2) BNP, la Compagnie Financière de Suez et 3) Axa-UAP (qui émerge fin 1996). Dans cette famille, les alliances entre groupes « doublé par la composition des conseils d'administration qui les reflète, transfère dans les mains de quelques dirigeants au centre de la structure une information stratégique et un pouvoir d’influence sur l’ensemble des grands groupes et, par conséquent, sur les structures industrielles ».
Puis l'actionnariat des grands groupes français s'est ensuite brutalement modifié, avec comme date-clé décembre 1996, date à laquelle selon Morin & Rigamonti on assiste à des attaques de ce modèle, de l'intérieur alors que le dégonflement d'un bulle spéculative immobilière affaiblit l’UAP, Suez et Paribas et surtout le Crédit Lyonnais et alors que les groupes industriels pensent devoir rapidement trouver une « taille critique au niveau mondial » s'ils veulent survivre. Les investisseurs étrangers qui peinent à pénétrer les marchés français, dont ils critiquent aussi le manque de transparence, attaquent aussi ce modèle (cf par exemple le rapport Viénot). On assiste alors au développement d'acteurs qui étaient périphériques à l'ancien cœur de la finance : tels que des roupes mutualistes et du marché de l’assurance, des banques comme AXA et le Crédit Agricole dont la politique agressive lu permet à l'époque de racheter à Suez la Banque Indosuez, puis la banque Sofinco « retour de l’actionnaire » dans un système plus fluctuant et mondialisé ; les participations croisées entre groupes sont plus rares et moins affichées et les investisseurs institutionnels plus communs (voire recherchés comme facteur de sécurité dans le capital et mais non nécessairement-neutres) alors que débute une longue période de fusions acquisitions et de concentration. Ces mouvements cachent parfois d'autres formes de spéculation et de participations croisées et sont source d'un nouveau manque de transparence et de nouvelles formes d'asymétrie d’information (pour le petit actionnaire notamment, car si les groupes côtés ont obligaton de pulier leur situation financière a), que l'entreprise veut pourtant parfois choyer, en affichant une volonté de création de « valeur pour l’actionnaire ».
Ainsi, en seulement 4 ans (de 1997 à 2001) pour 50 groupes françaises du CAC 40, l'actionnariat des groupes financiers est passé de 15 % à 3,5 %, au profit des investisseurs étrangers dont le taux de détention s’est accru de 67 %, pour atteindre en 2001 la moyenne de 15,6 % montrant une forte poussée du marché mondialisé en France. En 2001, plus de 50 % de l'actionnariat est "étranger", devant l'actionnariat privé et institutionnels (dont le poids a cependant augmenté d'un tiers de 1997 à 2001 pour atteindre 9,2 %. Sur cette même période la part de l'actionnariat familial est restée stable (avec 17 des grands groupes du CAC 40 demeurant « sous contrôle individuel ou familial »).

### Actionnaires institutionnels
Ce terme désigne les banques, compagnies d'assurance, caisses de retraite, fonds communs de placement, SICAV, etc. Généralement ces actionnaires ne détiennent que des participations minoritaires (moins de 10 %) dans des entreprises cotées. Leur rôle est cependant majeur car ce sont des acteurs qui dans une large mesure définissent la valeur boursière des entreprises.

### Actionnariat salarié
On parle d'actionnariat salarié lorsque des salariés détiennent un nombre important des actions de leur entreprise (en dehors de simples achats en bourse). Cela provient de souscriptions à prix préférentiel (ou par l'exercice de Stock-options) ou, dans certains cas par distribution de celles-ci en supplément du salaire. Les porteurs sont ainsi intéressés aux actifs et aux bénéfices de la société, détiennent des droits de vote et dans certains cas nomment des administrateurs. C'est l'une des façons parmi d'autres (primes…) pour l'entreprise d'adapter la partie dite variable des salaires en fonction des bénéfices.
L'actionnariat salarié est une forme d'épargne qui a l'inconvénient de concentrer sur les mêmes personnes les risques en cas de mauvaises affaires de la société (risque de perdre à la fois son travail et son capital, ou sa pension si les actions sont bloquées dans un fonds de retraite "maison"), si bien que certaines formes d'intéressement permettent de recevoir des parts de fonds détenant un portefeuille diversifié plutôt que des actions de la société elle-même.
Toutefois, cette stratégie de certaines entreprises de développer l'actionnariat salarié est le plus souvent une stratégie de management plutôt qu'une stratégie économique.

### Actionnariat populaire
La France compte 7 à 8 millions d'actionnaires individuels en 2007. Les privatisations, à partir de 1986, et le développement du courtage en ligne, ont favorisé le développement de l'actionnariat populaire en France. Des associations de défense des actionnaires se sont constituées pour défendre les intérêts de ces petits porteurs, telles l'Association Française de gouvernement d'entreprise (AFGE), l'Association de défense des actionnaires minoritaires (ADAM), l'Association nationale des actionnaires de France (ANAF), l'Association des petits porteurs actifs (APPAC), etc. Elles sont quelquefois spécifiques à une société, quand le nombre d'actionnaires individuels est particulièrement important, telle l'Association de défense de l'Epargne et de l'Actionnariat des Salariés du groupe France Télécom - Orange (ADEAS), ou encore l’Association de défense des actionnaires d’Eurotunnel (Adacte).

### Statistiques sur l'actionnariat
L'OCDE a publié en octobre 2019 un rapport qui dénombre dans le monde 41 000 sociétés cotées dont la capitalisation atteint 84 000 milliards de dollars, montant équivalent à celui du PIB mondial. Il étudie l'actionnariat des 10 000 sociétés les plus importantes, qui regroupent 90 % de la capitalisation totale ; leur capital est très concentré : les trois principaux actionnaires contrôlent plus de 50 % du capital dans la moitié des sociétés mondiales, et plus de 30 % dans les trois quarts d'entre elles. Les investisseurs étrangers représentaient à la fin 2017 près d'un quart des actions. Ils proviennent à 75 % des États-Unis et d'Europe. Les intérêts étrangers contrôlent plus de 40 % des entreprises cotées aux Pays-Bas, au Royaume-Uni, au Brésil et en Argentine, mais ils sont très minoritaires (moins de 15 %) sur les deux premiers marchés mondiaux : les États-Unis (36 % de la capitalisation mondiale, avec près de 30 300 milliards de dollars) et la Chine (12 % avec 9 800 milliards). La principale catégorie d'actionnaires est celle des investisseurs institutionnels (fonds de pension, compagnies d'assurance, gestionnaires d'actifs), qui détiennent 41 % du capital de l'ensemble des sociétés cotées du monde, suivis par le secteur public (gouvernements nationaux et locaux, fonds souverains, entreprises d'État), avec 14 % de la capitalisation mondiale (38 % en Chine) ; plus de 8 % des entreprises cotées dans le monde ont un actionnariat majoritairement public ; en Arabie saoudite, en Malaisie et en Norvège, l'État et ses émanations contrôlent entre 34 et 46 % du marché. Enfin, les sociétés privées (y compris les holdings) et les particuliers possèdent 18 % de la capitalisation mondiale. La France, sixième marché mondial, compte 480 sociétés cotées avec une capitalisation totale de 2 565 milliards de dollars, qui se répartit entre 28 % d'investisseurs institutionnels, 18 % d'entreprises privées, 11 % d'investisseurs individuels « stratégiques », 7 % de service public et 36 % de flottant (petits actionnaires non identifiés).
Un rapport de l'Observatoire de l’Épargne Européenne (OEE) et de l'INSEAD OEE Data Services (IODS) pour la Commission européenne, publié en août 2013, étudie l'évolution de l'actionnariat des entreprises européennes cotées de 1975 à 2012 :
- la part des investisseurs étrangers (y compris ceux d'autres pays européens) passe de 10 % en 1975 à 45 % en 2012 ; cependant, si seuls les investisseurs non-européens sont considérés comme étrangers, cette part est réduire de moitié (22 % fin 2011) : ainsi, les fonds domiciliés au Luxembourg et en Irlande représentent à eux seuls 7 % du total ;
- la part des gouvernements a décru de 7 % en 1975 à 4 % en 2012 ; mais l'intervention des états est plus large, une part importante des entreprises contrôlées par les états n'étant pas cotées ;
- la part des fonds d'investissement (et « autres intermédiaires financiers »)est passée de 10 % en 1975 (et jusqu'aux années 1990) à 21 % en 2012 ;
- la part des compagnies d'assurance et les fonds de pension, après avoir atteint un maximum à 28 % en 1992, a décliné jusqu'à 8 % en 2012 ;
- la part des banques a reculé de 7-8 % dans les années 1970 à 3 % en 2012 ;
- celle des sociétés non financières a reculé de 30 % en 1975 à 16 % en 2012 ; traditionnellement faible au Royaume-Uni et élevée en Italie, elle recule en France ;
- la part des particuliers (détention directe) a fortement baissé de 28 % à 11 %, mais si l'on y ajoute la détention indirecte à travers les fonds d'investissement et fonds de pension, elle reste majeure.

Pendant les années 2000, la répartition est restée assez stable, mis à part le déclin des assurances et fonds de pension, amorcé dès le début des années 1990. La crise de 2008 n'a guère modifié le paysage, malgré les reconstitutions massives du capital des banques, qui a parfois transité temporairement par les états.
Pour la France, ce rapport fournit les données suivantes :
- investisseurs étrangers : leur part est restée stable à 10 % jusqu'à la fin des années 1980, puis a progressé rapidement jusqu'à 40 % en 1999, et est restée à ce niveau depuis ; sur ces 40 %, la moitié appartient aux investisseurs européens dont la part de 20 % est stable sur la période 2008-2011 ;
- gouvernement : de 13 % au début des années 1980, sa part a décru jusqu'à 2 % en 1996 après les privatisations de 12 Mds € en 1986-88 et 11 Mds € en 1993-96 ; elle est remontée à 10-12 % avant la crise de 2008 du fait de l'introduction en bourse d'EDF, GDF-Suez et Orange, puis a perdu 50 Mds € de 2009 à 2012 du fait des chutes de cours de ces actions ; le gouvernement a vendu quelques paquets d'actions en 2012 (3,1 % de Safran et 2,1 % d'EADS) et 2013 (9,5 % d'Aéroports de Paris) ;
- fonds d'investissement : passé de 5 % en 1975 à 14 % en 1986, leur part est retombée à moins de 10 % en 1991, puis a repris sa progression jusqu'à plus de 15 % en 2004, avant de fléchir à nouveau jusqu'à 12-13 % depuis 2009 (23 % avec les fonds européens) ;
- assurances et fonds de pension : les fonds de pension sont marginaux en France ; les unités de compte des assurances-vie ont porté la part des assurances à 9 % en 1987 et en 1994, lorsque 70 % des souscriptions se portaient sur les unités de compte, puis le dégonflement de la bulle internet de 2000 et la crise financière de 2008 ont détourné les épargnants, ramenant la part des assurances françaises à 5 % en 2012 (près de 8 % avec les assurances et fonds de pension européens) ;
- banques : leur poids a fortement décru de 1984 à 1995 (de 13 % à 5 %), puis s'est stabilisé jusqu'à 2004, et a chuté à nouveau de 8 % à 4 % en 2005 et après la crise de 2008, de 5 % à 3-4 % ; sur les 50 milliards € d'actions françaises détenues par les banques fin 2012, 7 Mds € étaient détenues par la Caisse des Dépôts ;
- sociétés non financières : près d'un tiers jusqu'au milieu des années 1990, puis déclin et stabilisation à environ 15-20 % au milieu des années 2000 ; les liens circulaires entre entreprises qui caractérisaient autrefois le capital français ont largement reculé après la période des privatisations ;
- particuliers : environ 20 % de la capitalisation boursière jusqu'à la fin des années 1980, puis déclin progressif : 11 % en 2012 ; les privatisations massives de 1986-88 et 1993-96 ont attiré un grand nombre de souscripteurs (près de 17 millions) mais pour des montants peu élevés et des durées souvent courtes (en 1996, la part des particuliers se hisse à 25 %, puis retombe à 15 % en 2000).

Selon Michel Husson, en France, un salarié travaillerait 6,5 semaines pour les actionnaires, contre deux semaines il y a trente ans[réf. à confirmer].

## La gestion actionnariale

### Le pouvoir des actionnaires
L’assemblée générale des actionnaires décide de l’utilisation des bénéfices et du montant des dividendes distribués. Elle intervient dans la gestion par le biais du conseil d’administration qu’elle nomme. Celui-ci fixe les orientations de l’entreprise et choisit le directeur général. L’assemblée générale extraordinaire décide de la création de stock-options pouvant être octroyées aux dirigeants. Les actionnaires ont la liberté de céder leurs actions et d’en choisir l’acquéreur.

### La mondialisation financière
La mondialisation des marchés financiers amorcée dans les années 1980 a permis aux entreprises d’élargir leurs sources de financement. Le recours au marché financier mondial est avantageux. Le taux des emprunts est plus faible, que celui des banques auxquelles il faut payer des frais d’intermédiation. Les entreprises gagnent en indépendance vis-à-vis des banquiers. Elles sont également moins soumises à un « rationnement » du crédit. La part des banques dans le crédit bancaire en France est ainsi tombée de 80 % en 1980 à 20 % en 1996. Dans cette période la structure sociologique des actionnaires s’est également modifiée. Les actifs des investisseurs institutionnels des principaux pays de l’OCDE sont passés 2 454 milliards de dollars en 1980 à 12 722 milliards en 1993. Au départ les investisseurs institutionnels se contentaient de gérer leur portefeuille sans intervenir dans la gestion des entreprises. La loi française du 1er août 2003 leur fait obligation de voter dans les assemblées générales. Elles doivent le faire dans l’intérêt des actionnaires. Or l’intérêt des actionnaires ne correspond pas forcément à celui de l’entreprise.

### L’intérêt des actionnaires
Le fonctionnement des marchés financiers mondiaux est basé sur une valorisation quasi-continue des actifs, et en temps réel pour les titres cotés. L’entreprise à besoin de se financer à long terme par augmentation de capital ou par émission de dette obligataire. Les dirigeants d'entreprise doivent donc tenir compte du fonctionnement des marchés pour construire dans la durée la politique de financement de leurs activités. Cela nécessite une information régulière et transparente des actionnaires afin de construire la réputation de la société que ce soit dans les moments difficiles ou dans les périodes économiquement fastes.

#### Valeur boursière
Les investisseurs espèrent recevoir une rémunération proportionnelle au risque qu'ils prennent sur le capital dans lequel ils investissent. Ils ne souscriront à une augmentation de capital en Bourse que si la valorisation boursière de ces actions sera privilégiée. Les entreprises disposant d'une trésorerie excédentaire peuvent être amenées à lancer des rachats d’action, afin de les annuler. La part des bénéfices par actions augmente mécaniquement, entraînant la hausse du cours. La valeur boursière de l’action est aussi fonction du montant du dividende distribué. Les actionnaires préfèrent donc que les bénéfices soient distribués plutôt que réinvestis dans l’entreprise. D'ailleurs il n'est pas obligatoire de réaliser des bénéfices, une entreprise peut donc être amenée à emprunter pour verser des dividendes. Depuis le début des années 1950, en France comme aux États-Unis, la part des dividendes dans le revenu national a été multipliée par quatre.
La valeur boursière des actions peut se trouver diminuée lorsque existe des pilules anti-OPA. Celle-ci consiste à autoriser le conseil d’administration à mettre en œuvre des dispositifs pour faire échouer une OPA hostile. Ce mécanisme est souvent utilisé lorsque l’intégrité de la société est menacée. Lors d’une OPA hostile le cours boursier des actions monte et permet aux actionnaires de réaliser d’importantes plus-values. L’assemblée générale des actionnaires s’oppose fréquemment à de telles « pilules » qui ont souvent pour principal objectif de maintenir en place une équipe de management n'ayant pas suffisamment performé. Cependant, même dans le cas où elles sont adoptées, leur validité juridique est douteuse et susceptible d'être annulée en justice.

#### Investissements
Les investisseurs ne souscriront à une émission d’obligations que si la société qui emprunte est solvable. Les agences de notation évaluent la capacité des entreprises à rembourser leur dette. Les entreprises communiquent au marché des comptes trimestriels, voire à mi-trimestre. Les décisions stratégiques sur le moyen ou le court terme sont insérées dans ce rythme trimestriel.
Les marchés financiers sont des places qui permettent la découverte du prix des actifs et assurent la liquidité des investissements. L’actionnaire peut vendre ses titres cotés à tout moment et choisir d'autres support d'investissement s'il le juge préférable.

## L’intérêt de l’entreprise
L’intérêt de l’entreprise, en tant qu’entité, est d’assurer dans les meilleures conditions son développement économique et sa pérennité.

### Développement
Une gestion abusivement focalisée sur le pilotage de la valeur boursière des actions peut entraîner des problèmes de développement pour l’entreprise, qui doit maintenir un cap stratégique qui n'est aucunement lié aux variations journalières du cours de bourse. Un rachat d’actions revient à rémunérer le capital investi par les actionnaires. Le versement de dividendes est une rémunération statutaire du capital investi mais il arrive que ceux-ci prennent trop de place par rapport aux besoins d’investissement. Entre 2009 et 2013, les distributions de dividendes ne représentent pas plus de 25 à 33 % du montant total des investissements des entreprises françaises. Néanmoins, certaines entreprises ont parfois emprunté pour verser des dividendes, tel que France Télécom en 2010. En 2001 Vivendi avait déboursé 6 milliards d’euros en rachat d’actions et emprunté 1 milliard d’euros pour payer les dividendes. Fin de la même année la société se retrouvait en quasi-cessation de paiement.
La concurrence entre les entreprises nécessite que leurs investissements soient judicieux, cette politique est sanctionnée ou récompensée par les marchés financiers. Il arrive que des branches entières de l’entreprise, rentables mais insuffisamment rémunératrices aux yeux des actionnaires soient cédées afin d'investir dans des activités jugées plus porteuses d'avenir. Afin de relever le cours boursier des actions les actionnaires de référence de Carrefour projetaient de vendre une partie des biens immobiliers du groupe. Cela signifie que Carrefour aurait encaissé le montant du capital cédé mais en contrepartie que le groupe aurait dû payer des loyers sur cet immobilier. La crise immobilière les en a empêchés, Carrefour a donc pris la décision de céder des activités dont la part du marché était jugée trop faible et a dû vendre plusieurs de ses filiales rentables pour se désendetter.

### Pérennité
Du fait de la liquidité des marchés financiers les actionnaires ont constamment la possibilité de vendre leurs actions et n’ont pas d’intérêt particulier dans la pérennité de l’entreprise mais sont en permanence à la recherche de bons investissement dans la durée. Ils sont cependant vigilants sur les signaux à court terme susceptibles de faire chuter la valeur de leur investissement et peuvent décider d'arbitrer un titre contre un autre jugé plus prometteur. Les nouvelles normes comptables imposées internationalement par l’International Accounting Standard Board ont pour objectif de refléter la valeur de marché des actifs détenus par l’entreprise par rapport à des notions de valeur historiques plus discutables. On peut regretter que les actions d'une entreprise deviennent pour les investisseurs, des actifs trop substituables, néanmoins cela reste le prix a payer pour un fonctionnement fluide des marchés (on voit que dans des économies ou ces conditions ne sont pas remplies, le financement de l'économie est difficile). On peut craindre que ces nouvelles normes facilitent les OPA hostiles. Il n’est pas établi que ces opérations non sollicitées augmentent les profits et, selon le cabinet de conseil en stratégie, McKinsey elles seraient des échecs économiques plus d’une fois sur deux pouvant conduire au démantèlement et à la disparition des entreprises achetées. Quatre ans après l’OPA d’Alcan sur le leader français de l’aluminium, Péchiney, les usines et les centres de recherche de Pechiney ont été fermés en France. La direction avait justifié la vente par l’intérêt qu’y trouvaient les actionnaires.

## Débats
Une société peut-elle être considérée comme un objet dont les propriétaires possèdent le libre usage ? Le droit des actionnaires à décider du destin des entreprises est-il légitime ?

### Le risque des actionnaires
Le pouvoir des actionnaires est justifié par le risque qu’ils encourent. Ils sont les seuls à assumer le risque non contractualisable des entreprises. En cas de faillite ils perdent tout le capital investi. Mais la possibilité de se désengager qu’offrent les marchés boursiers leur permettent de minimiser le risque. Les actionnaires ont une vision à court terme car ils n’ont pas les moyens d’évaluer sa rentabilité future. Ils se déterminent alors sur sa valeur boursière dans une optique de minimisation du risque. Selon des calculs du New York Stock Exchange la durée moyenne de détention d’une action est passée de sept ans dans les années 1960 à sept mois à peine en 2009.

#### La notion de risque
Selon les libéraux, sans prise de risque financier, il n'y a pas de possibilité de création de valeur. En effet, dans un tel système, pour produire plus d'argent, l'argent liquide a besoin de devenir solide (en « s'incarnant » dans des investissements matériels (ex : machines, logiciels, usines…) et des produits et services à haute valeur ajoutée) avant de redevenir liquide lors de la production d'un retour sur investissement.
La justification de la rémunération de l'actionnaire est, qu'en achetant des actions, il prend un risque. Pour les critiques d'un tel système de rémunération, l'actionnaire ne prend en réalité que peu de risques, un argument avancé est que le système financier dispose d'outils précis d'évaluation du risque et que l'investissement n'est réalisé que si le risque est faible. Une proposition de l'économiste Frédéric Lordon consiste à ne permettre la rémunération des actionnaires qu'à hauteur du risque pris réellement et de confisquer le surplus via un impôt et donc de permettre une répartition qu'il juge plus juste des richesses créées. Cette proposition s'appelle le SLAM.

### La bonne gestion par les actionnaires
Les actionnaires seraient les mieux placés pour garantir une bonne gestion de l’entreprise. On prend mieux soin d’un bien que l’on possède. La distribution des dividendes étant fonction des profits l’intérêt des actionnaires est que l’entreprise soit bien gérée. Cependant, leur exigence de versement de dividendes substantiels ne correspond pas à l’intérêt propre de l’entreprise. Ils ne sont pas attachés à l’entreprise. La liquidité créée par les marchés financiers leur permet de retirer rapidement leurs fonds. La gestion à court terme imposée par leur vision ne correspond pas à l’intérêt à long terme de l’entreprise.

### Les parties prenantes
Les contradictions entre les intérêts des actionnaires en régime de libéralisation financière et ceux de l’entreprise en tant qu’entité ont ouvert un nouveau débat. Il concerne la place accordée dans l’entreprise à d’autres acteurs qui participent au fonctionnement de l’entreprise et ont intérêt à sa bonne gestion et à sa pérennité. Il s’agit là des parties prenantes : salariés, fournisseurs, sous-traitants, etc. Le débat porte sur l’identification des parties prenantes et la forme de prise en compte des intérêts des parties prenantes.

#### L’identification des parties prenantes
Les salariés interviennent déjà comme partie prenante dans une gestion paritaire. Les partenaires qui ont intérêt à la pérennité de l’entreprise, fournisseurs, sous-traitants, voire clients et collectivités locales peuvent être considérés comme parties prenantes. Les nouvelles lois concernant le reporting évoquent la responsabilité sociale des entreprises. La responsabilité sociétale de l’entreprise peut inciter à associer d’autres acteurs, tels les usagers, consommateurs, riverains, etc.. La question de l’intérêt général peut être évoquée en faveur de l’intervention d’associations et d’ONG intervenant dans des domaines d’activité de l’entreprise, voire de la société en général.

#### Les formes de la prise en compte
L’entreprise comme être collectif, lieu de conflits de pouvoirs animés par des intérêts indissociables, mais en partie contradictoires, n’a pas d’existence juridique. En droit seul le contrat de société existe qui lie entre eux les apporteurs de capitaux. Ceux-ci sont les seuls à pouvoir décider. Certains proposent de créer de toutes pièces un nouveau droit de l’entreprise,. Pierre-Yves Gomez préconise la représentation des différentes parties prenantes aux instances de direction, de distribution des dividendes, etc.. Est évoquée également l’existence de comités permanents d’audit associant l’ensemble des acteurs concernés par les effets des activités de l’entreprise. Les attributions de ces organismes seraient de même type que celles des comités d’entreprise (information et consultation).

#### L’intérêt général
L’intérêt général justifie de réglementer le gouvernement d’entreprise. Les structures d’incitation qui servent les actionnaires et d’autres parties à court terme, et mal à long terme, témoignent de défaillances sérieuses et généralisées. Il devrait y avoir obligation de fonder les systèmes de rémunération incitative sur les résultats à long terme.